# Schizopodidae
Schizopodidae je čeleď brouků z nadčeledi Buprestoidea. Někde se jim říká „nepraví krasci“.

## Taxonomie
- tribus Dystaxiini Théry, 1929
  - rod Dystaxia LeConte, 1866
    - druh Dystaxia elegans Fall, 1905
    - druh Dystaxia murrayi LeConte, 1866

  - rod Glyptoscelimorpha Horn, 1893
    - podrod Dystaxiella Knull, 1940
      - druh Glyptoscelimorpha juniperae Knull, 1940

    - podrod Glyptoscelimorpha Horn, 1893
      - druh Glyptoscelimorpha marmorata Horn, 1893
      - druh Glyptoscelimorpha viridis Chamberlin, 1931
- tribus Electrapatini Cobos, 1963 †
  - rod Electrapate Jablokov-Chnzorjan, 1962 †
    - druh Electrapate martynovi Jablokov-Chnzorjan, 1962 †
- tribus Schizopodini LeConte, 1866
  - rod Schizopus LeConte, 1858
    - druh Schizopus laetus LeConte, 1858
    - druh Schizopus sallei Horn, 1885